# Ábel Amerikában (film)
Az Ábel Amerikában Tamási Áron azonos című regényéből 1997-ben forgatott, 1998-ban bemutatott színes, két részes magyar tévéfilm, Mihályfy Sándor rendezésében. Az Ábel trilógia harmadik, egyben befejező része.

## Cselekmény
Ábel, a székely fiú sok sorstársával együtt Amerikában próbál szerencsét. New Yorkba érkezik, ahol Kelemen pap rokonainál talál szállást. Itt megismerkedik a nagyszalontai Toldi Miklóssal, és egy öntödében helyezkedik el. Ám ráun a kilincs formázásra, és inkább autót tanul vezetni. De azt is megunja, és Virginiába utazik bankárnak. De bárhová is utazik, rájön, hogy ő itt nem tud otthon lenni.

## Szereplők
- Illyés Levente (Szakállas Ábel)
- Horváth Sándor (Gáspár bácsi)
- Bánsági Ildikó (Teréz mama)
- Miske László (Toldi Miklós)
- Borbiczki Ferenc (Edmond)
- Szűcs Csaba (Győrfi)
- Székhelyi József (a szír)
- Horváth Gyula (Fenyő úr)
- Balogh Tamás (Fux úr)
- Dengyel Iván (bankár)
- Siménfalvy Lajos (Kelemen pap)
- Csurka László (Dávid úr)
- Lippai László (öntödei munkás)
- Póka Csilla (Blanka)
- Reviczky Gábor (Garmada úr)

Valamint: Dörner György, Horkai János, Agárdy Gábor, Szabó Sándor, Sinkovits-Vitay András, Mertz Tibor, Kálid Artúr, Ambrus András, Hollai Kálmán, Zalányi Gyula, Harkányi János, Gyürki István, Lukács Csaba, Tarján Gyula, Uri István, Fonyó József, Benkő Nóra, Csurka Dóra, Dalanics Zoltán, Erdélyi Lászlóné, Christpher Ireland, Meleg Vilmos, Szabó Zsuzsa, Tomanek Gábor, Tőzsér Ádám

## Érdekesség
- A korábbi két filmmel ellentétben ezt a filmet már nem filmre, hanem a tévéjátékokhoz hasonlóan videóra rögzítették, mivel itt jóval több a belső, stúdiós felvétel. A könnyedebb hangvétele miatt pedig több jelenetet a burleszkeket idéző gyorsított felvételen láthatunk, hozzájuk illő zenével.
- Ábel visszaemlékezései során többször láthatóak részletek a korábbi két filmből.
- Miske László, Horváth Gyula, Dengyel Iván, Kun Vilmos, Hollai Kálmán és Uri István a korábbi filmekben is feltűntek, de más szerepben.
- Szabó Sándornak ez volt az utolsó filmszerepe, a neve már gyászkeretben van feltüntetve a stáblistán.
- Ez a film 2009-ben jelent meg először DVD-n, míg a film előzménye az Ábel az országban csak 4 évvel később, 2013-ban jelent meg először DVD-n. (Az Ábel a rengetegben 2006-ban jelent meg először DVD-n).

## Külső hivatkozások
- Ábel Amerikában a PORT.hu-n (magyarul)
- Ábel Amerikában az Internet Movie Database oldalon (angolul)
- FilmKatalógus.hu